# Get Weird
Get Weird (“Ponerse raro” en español) es el tercer álbum del grupo femenino británico Little Mix. Se lanzó el 6 de noviembre de 2015, a través de Syco Music y Columbia Records. Los primeros dos sencillos del álbum fueron “Black Magic” seguido de “Love Me Like You”. Los otros dos sencillos; "Secret Love Song" y "Hair" se publicaron tras el estreno del álbum.
Get Weird logró alcanzar el número dos en la lista de UK Albums Chartcon 60.053 ventas en su primera semana. Llegó al número uno en Irlanda, número dos en Australia, y se posicionó en el top veinte de las primeras doce listas principales, entre ellas: Suecia, Italia, Países Bajos, y los EE.UU. En noviembre del 2015, Little Mix se convirtió en el único grupo femenino del Reino Unido en debutar sus tres álbumes en el "Top 15" de la lista de Billboard 200. En agosto del año 2016, el álbum fue certificado doble platino en el Reino Unido por vender más de 600.000 copias, haciendo que sea su álbum más vendido hasta la fecha en su país de origen.

## Antecedentes
En los Brit Awards 2015, Little Mix confirmó que su álbum estaba terminado. Lo describieron como un “nuevo sonido” y anunciaron que estaba previsto para algún momento de ese mismo año. En mayo de 2015, después de haber escrito más de 100 posibles canciones para su tercer álbum, lanzaron “Black Magic”, siendo el primer sencillo. Además, coescribieron el sencillo "Pretty Girls" de Britney Spears  e Iggy Azalea, que fue lanzado en mayo de 2015. El grupo declaró que su álbum tenía un estilo pop mayor al que tenía su anterior álbum, Salute, el cual presentaba un estilo R&B, con canciones acompañadas de mayor diversidad de tonalidades y ritmos, logrando un enfoque más lúdico y variado en su composición, con la impronta puesta en su personalidad. 
El 15 de julio de 2015, el grupo anunció oficialmente en Twitter que su tercer álbum de estudio se titularía Get Weird, y estaría disponible para pre-ordenar al día siguiente. Poco antes del lanzamiento del álbum, se reveló que se vieron obligadas a cambiar algunos contenidos de las letras de algunas de sus canciones, como, "Love Me Like You" y "A.D.I.D.A.S.", las cuales contenían temas sexuales.

## Sencillos
En febrero de 2015, Little Mix reveló que habían elegido el primer sencillo de Get Weird. El 14 de mayo de 2015, se anunció el nombre del sencillo, "Black Magic", después la portada del sencillo apareció en Shazam. "Black Magic" se estrenaría el 26 de mayo, pero se adelantó al 21 de mayo, debido a que el 20 de mayo se filtró en Internet. El sencillo fue lanzado digitalmente en el Reino Unido el 10 de julio de 2015, y fue número 1 en las listas británicas durante tres semanas.
El 25 de septiembre de 2015, el grupo lanzó "Love Me Like You" como el segundo sencillo del álbum, seguido del vídeo oficial. El 5 de diciembre de 2015, se anunció que "Secret Love Song" sería lanzado como el tercer sencillo del álbum en el Reino Unido e Irlanda.  Fue enviado a las radios del Reino Unido el 7 de diciembre de 2015. El 11 de abril de 2016, el grupo anunció que "Hair" serviría como el cuarto sencillo del álbum, y contaría con la colaboración del artista de pop reggae Sean Paul. El sencillo fue lanzado el 15 de abril de 2016.

### Sencillos Promocionales
"Hair" se lanzó como un sencillo promocional el 28 de agosto de 2015, como descarga digital incluida al reservar el álbum. La canción llegó al número 35 en el UK Singles Chart. Un vídeo musical completo para "Hair" se incluyó en la reserva para la versión de lujo del álbum. "Weird People" fue lanzado como el segundo sencillo promocional del álbum el 16 de octubre de 2015. La canción llegó al número 78 en el UK Singles Chart. "Grown" fue lanzado como tercer y último sencillo promocional del álbum el 30 de octubre de 2015. La canción llegó al número 72 en el UK Singles Chart.

## Promoción
Little Mix cantó "Black Magic" en Capital’s Summertime Ball en el estadio de Wembley el 6 de junio de 2015 Interpretaron la canción en la serie de eighteenth del programa de televisión Surprise Surprise. El grupo se presentó con "Black Magic" en los Teen Choice Awards el 16 de agosto de 2015 También realizaron versiones acústicas del sencillo.

### Tour
The Get Weird Tour fue anunciado oficialmente el 17 de julio de 2015, a través de la cuenta oficial de Twitter del grupo. Comenzó el 13 de marzo de 2016 en Cardiff, Gales en el Motorpoint Arena y continuo a lo largo del Reino Unido, Asia, Australia y Europa, concluyendo con un concierto reprogramado en Belfast el 2 de julio. Los conciertos del Reino Unido se extendieron desde el 31 de marzo, y el concierto en Colonia se trasladó al Palladium desde el Live Music Hall, debido a la demanda de boletos. El 13 de octubre de 2015, se anunció que la gira también incluiría fechas en Australia, por lo que es la primera vez que el grupo hizo una gira fuera del Reino Unido e Irlanda.

## Recepción de la Crítica
Get Weird recibió críticas generalmente positivas. En Metacritic, el álbum recibió una puntuación media de 66, lo que indica "críticas generalmente favorables", basado en 5 críticas. Allmusic describió el álbum como "Tiene un sonido que te atrapa" y dijo: "Hay una energía cinética para muchas de las pistas de Get Weird que trae a la mente a los grupos artísticos 'dance-pop de los 80 como Yello mezclado con lo fresco y blues lleno de sentimientos de Robert Palmer y concluyó que "Al final la elegancia de Little Mix y Get Weird termina siendo un montón de diversión”. NME señaló que "la personalidad y poderosas voces del grupo iluminan a Get Weird, una colección de ganchos lleno e ingenioso del pop sin complejos. Con la excepción de una balada trampa de mal humor llamada ''Lightning', está constantemente decepcionada con los terceros álbumes que nunca son tan ingeniosos como, por ejemplo, Girls Aloud con su álbum Pomp, pero su recuento de sintonía no se queda atrás … Tal vez no sea tan raro, pero en este punto, usted debería ser perdonado por pensar que Little Mix son más frescas de lo que usted les dio crédito."
The Guardian declaró que Little Mix "pasan gran parte de su tercer disco saltando a través de los lindos pasillos de los 90 interpolando en lugar de pescar con caña para la austera vida adulta",  señala que se encontró  inicialmente decepcionado, pero la conclusión de que "los negocios son en gran parte optimistas". The Independent  señala que tenía sentimientos encontrados, diciendo "hay un montón de pequeñas cosas sobre el tercer disco de Little Mix ... Equilibrio, por supuesto, por un montón de irritación".

## Rendimiento Comercial
Get Weird alcanzó el número dos en la lista de UK Albums Chart con 60.053 ventas  en su primera semana. También llegó al número uno en Irlanda, número dos en Australia, y en el top veinte de las primeras doce listas principales, entre ellas Suecia, Italia, Países Bajos, y los EE.UU. A partir de noviembre del 2015, Little Mix son el único grupo femenino del Reino Unido en debutar sus tres álbumes en el top 15 en la lista de Billboard 200. A partir de agosto del año 2016, el álbum ha sido certificado doble platino en el Reino Unido por vender más de 600.000 copias, haciendo que sea su álbum más vendido hasta la fecha en su país de origen.

## Lista de canciones
- Edición estándar

| Get Weird – Standard edition |                                             | |               |          |  |
| N.º                          | Título                                      | Escritor(es) | Productor(es) | Duración |  |
| 1.                           | «Black Magic»                               | Edvard Førre Erfjord, Henrik Michelsen, Camille Purcell, Ed Drewett                                                     |               | 3:31     |  |
| 2.                           | «Love Me Like You»                          | Steve Mac, Iain James, Purcell, James Newman                                                                            |               | 3:17     |  |
| 3.                           | «Weird People»                              | Erfjord, Michelsen, Purcell, Drewett                                                                                    |               | 3:31     |  |
| 4.                           | «Secret Love Song» (featuring Jason Derulo) | Jez Ashurst, Emma Rohan, Rachel Furner, Jason Desrouleaux                                                               |               | 4:09     |  |
| 5.                           | «Hair»                                      | Erfjord, Michelsen, Anita Blay, James, Purcell                                                                          |               | 3:29     |  |
| 6.                           | «Grown»                                     | Erfjord, Michelsen, Jess Glynne, Janée "Jin Jin" Bennett, Purcell, Little Mix                                           |               | 2:36     |  |
| 7.                           | «I Love You»                                | TMS, Purcell, Little Mix                                                                                                |               | 4:09     |  |
| 8.                           | «OMG»                                       | Nick Monson, Cottone, Mike Orabiyi, Jon Mills, Kurtis McKenzie, Little Mix                                              |               | 3:23     |  |
| 9.                           | «Lightning»                                 | TroyBoi, Cottone, Little Mix                                                                                            |               | 5:12     |  |
| 10.                          | «A.D.I.D.A.S.»                              | Cottone, Nathan Duvall, Kiris Houston, Drake Noah Shebib, Majid Al Maskati, Jordan Ullman, Anthony Jeffries, Little Mix |               | 3:22     |  |
| 11.                          | «Love Me or Leave Me»                       | Rad, Julia Michaels, Shane Stevens                                                                                      |               | 3:26     |  |
| 12.                          | «The End»                                   | Camille Purcell |               | 2:12     |  |
| 34:33                        |                                             | |               |          |  |

- Edición de lujo

| Get Weird — Edición de lujo |                            |                                              |               |          |  |
| N.º                         | Título                     | Escritor(es)                                 | Productor(es) | Duración |  |
| 13.                         | «I Won't»                  | TMS, Jess Glynne, Little Mix                 |               | 3:17     |  |
| 14.                         | «Secret Love Song, Pt. II» | Ashurst, Rohan, Furner                       |               | 4:26     |  |
| 15.                         | «Clued Up»                 | Little Mix, Kohn, Barnes, Kelleher, Jessie J |               | 4:06     |  |
| 16.                         | «The Beginning»            | Camile Purcell                               |               | 1:33     |  |
| 55:39                       |                            |                                              |               |          |  |

- Edición de lujo (Japón)

| Get Weird — Japanese Deluxe Edition |                                             |                                   |               |          |  |
| N.º                                 | Título                                      | Escritor(es)                      | Productor(es) | Duración |  |
| 17.                                 | «Black Magic» (Acoustic)                    | Purcell Erfjord Michelsen Drewett |               | 3:27     |  |
| 18.                                 | «Love Me like You» (Christmas Mix)          | Purcell Mac James Newman          | Mac           | 3:29     |  |
| 19.                                 | «Dreamin' Together» (Flower con Little Mix) | Kiyoshi Matsuo・Wada Masaya       | Kiyoshi Matsu | 4:59     |  |
| 67:34                               |                                             |                                   |               |          |  |

Notas
- "A.D.I.D.A.S." contiene elementos de "Hold On, We're Going Home" por Drake.

## Posicionamiento en listas

### Semanales
| Listas (2015)                      | Mejor Posición |
| ---------------------------------- | -------------- |
| Australia (ARIA)                   | 2              |
| Austria (Ö3 Austria)               | 16             |
| Bélgica (Ultratop flamenca)        | 15             |
| Bélgica (Ultratop valona)          | 54             |
| Canadá (Billboard Canadian Albums) | 12             |
| Croacia (HDU)                      | 26             |
| Dinamarca (Hitlisten)              | 15             |
| Países Bajos (Album Top 100)       | 9              |
| Francia (SNEP)                     | 47             |
| Alemania (Media Control Charts)    | 29             |
| Irlanda (IRMA)                     | 1              |
| Italia (FIMI)                      | 20             |
| Japón (Oricon)                     | 35             |
| Nueva Zelanda (Recorded Music NZ)  | 8              |
| Noruega (VG-lista)                 | 28             |
| Portugal (AFP)                     | 12             |
| España (PROMUSICAE)                | 15             |
| Suecia (Sverigetopplistan)         | 13             |
| Suiza (Schweizer Hitparade)        | 18             |
| Reino Unido (UK Albums Chart)      | 2              |
| Estados Unidos (Billboard 200)     | 13             |

## Certificaciones
| País        | Organismo certificador | Certificación | Ventas certificadas | Ref.   |
| ----------- | ---------------------- | ------------- | ------------------- | ------ |
| Australia   | ARIA                   | Oro           | 35 000              | [ 52 ] |
| Brasil      | PMB                    | Platino       | 40 000              | [ 53 ] |
| Dinamarca   | IFPI                   | Oro           | 10 000              | [ 54 ] |
| Irlanda     | IRMA                   | Platino       | 30 000              | [ 55 ] |
| México      | AMPROFON               | Oro           | 30 000              | [ 56 ] |
| Reino Unido | BPI                    | 2× Platino    | 600 000             | [ 57 ] |
| Singapur    | RIAS                   | Oro           | 5000                | [ 58 ] |